# Parakermania minima
Parakermania minima är en kräftdjursart som beskrevs av Albert Vandel1973. Parakermania minima ingår i släktet Parakermania och familjen Armadillidae. Inga underarter finns listade i Catalogue of Life.